# هارولد کیچینگ
هارولد کیچینگ (انگلیسی: Harold Kitching; ۳۱ اوت ۱۸۸۵ – ۱۸ اوت ۱۹۸۰) قایقران روئینگ اهل بریتانیا بود.